# Forteresse de Golubac
La forteresse de Golubac (en serbe cyrillique : Голубачки град ; en serbe latin : Golubački grad ; en roumain : cetatea Golubaci ; en hongrois : Galambóc vára) est une ville médiévale fortifiée située sur la rive droite du Danube, à quatre kilomètres en aval de la ville actuelle de Golubac, en Serbie. La forteresse aurait été construite au XIVe siècle et surveillait l'approche des Portes de Fer, ces défilés où le Danube s'engouffre entre les Alpes de Transylvanie (rive gauche, nord) et les Carpates serbes (rive droite, sud). Elle est inscrite sur la liste des monuments culturels d'importance exceptionnelle de la république de Serbie (identifiant no SK 977).
Les bases de l'édifice sont aujourd'hui immergées, le niveau du Danube ayant significativement monté, à la suite de la construction du barrage aux Portes de Fer achevé en 1972.

## Emplacement
La forteresse de Golubac, située dans le district de Braničevo au nord-est de la Serbie et le long de la frontière danubienne avec la Roumanie, marque l’entrée du parc national de Đerdap. Elle domine le Danube à un emplacement stratégique : à cet endroit le fleuve devient plus étroit et tumultueux dans le défilé des Portes de Fer,, rendant la navigation (surtout avant l'apparition des moteurs) plus difficile : ainsi les maîtres de ce fort pouvaient à leur aise contrôler le trafic fluvial et taxer les marchandises,. Au Moyen Âge, on barrait le passage aux navires grâce à une forte chaîne ancrée à un récif appelé Babakaj, de l'autre côté du fleuve.

## Histoire

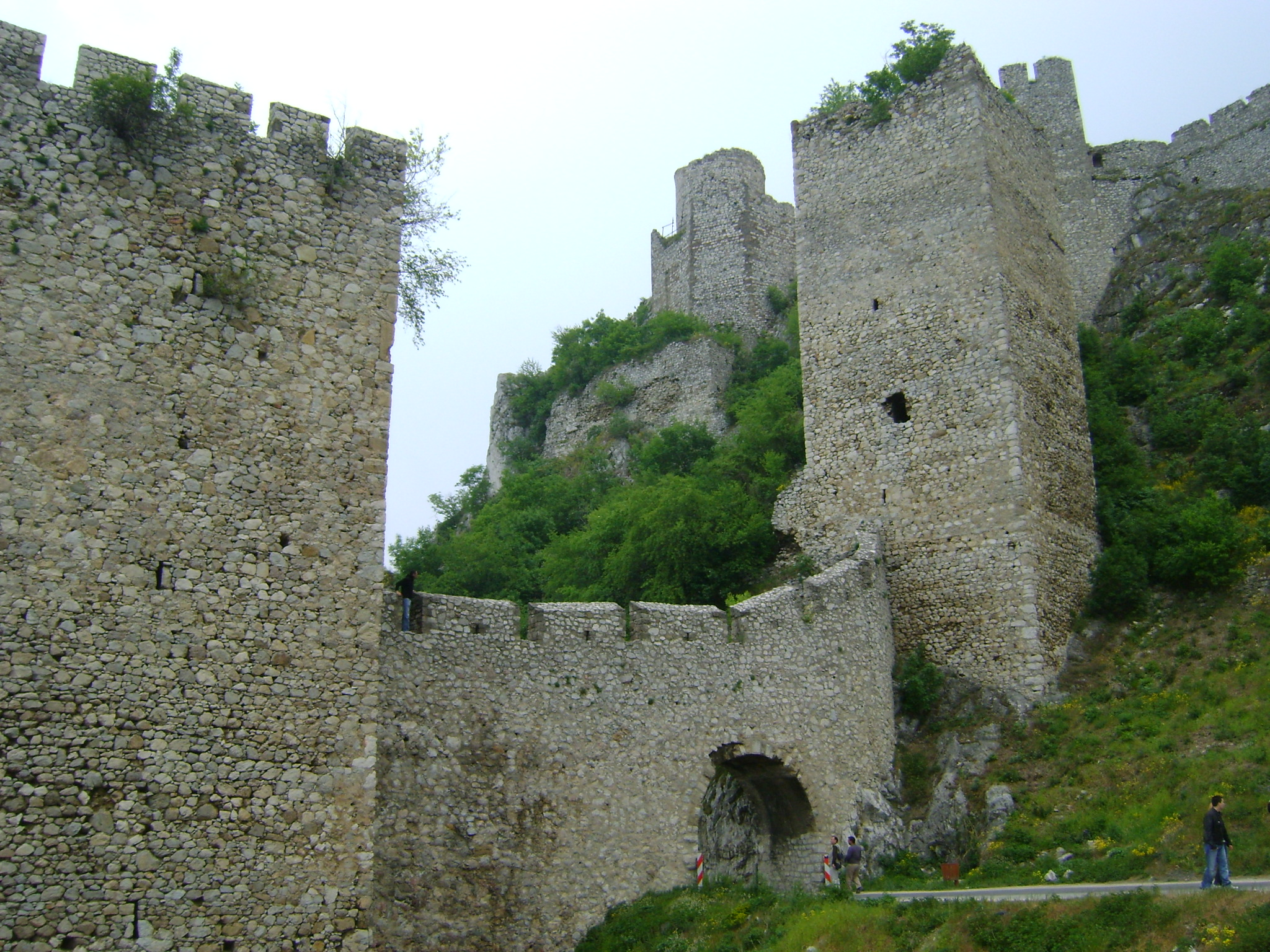
L'entrée fortifiée et le bastion avancé.

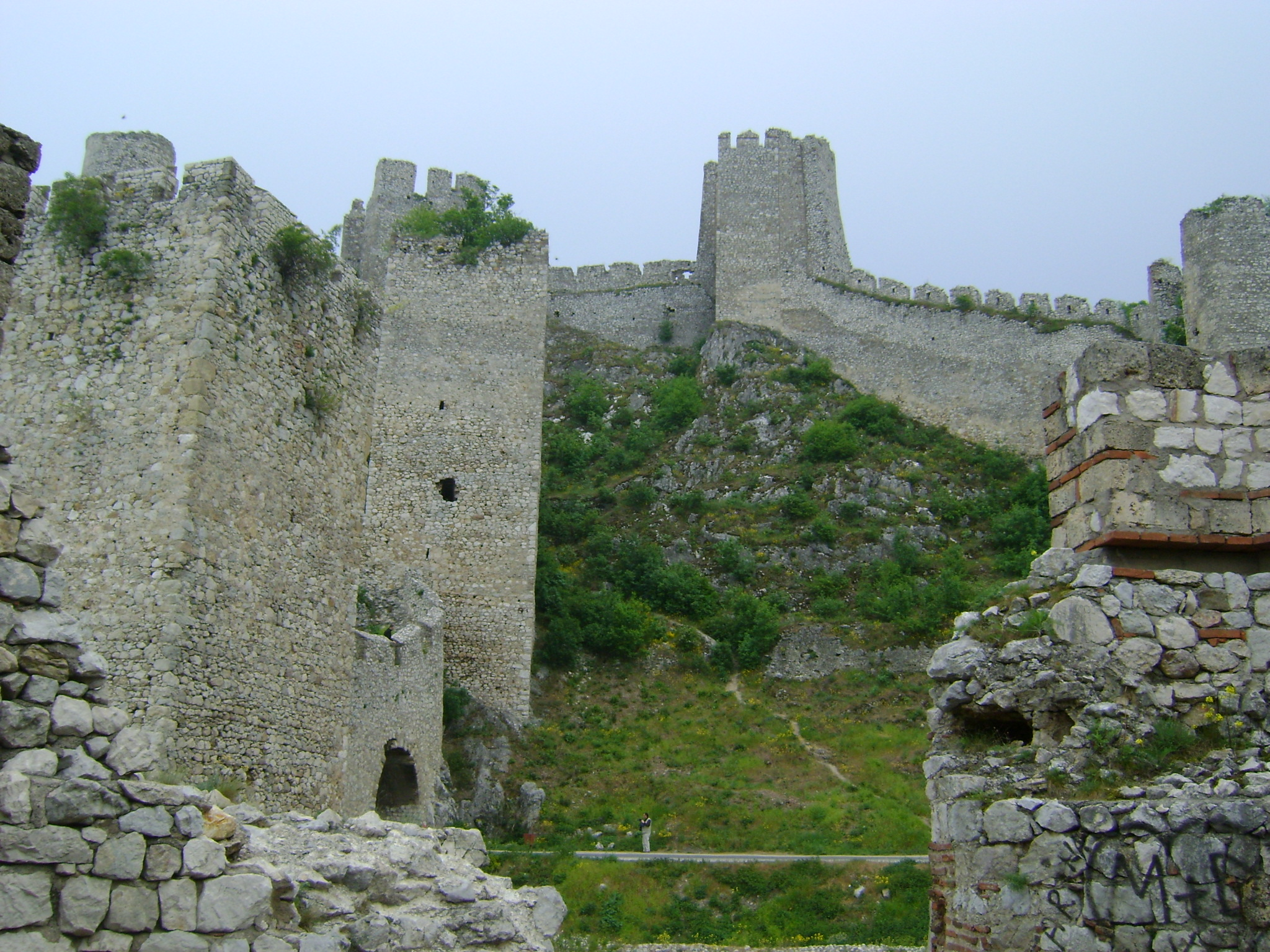
L'enceinte extérieure.

Les débuts de la place-forte de Golubac sont entourés de mystère. À l’époque romaine, la Table de Peutinger signale ici un fort du nom de Cupae ; les inscriptions et vestiges de fortifications antiques à l’intérieur de l’enceinte confirment la présence d’un établissement, peut-être une de ces colonies romaines, parfois appelées columbaria,. Jusqu’à l'arrivée des Slaves et des Avars au milieu du VIe siècle, le site a été un poste frontalier de l’Empire romain d'Orient et à ce titre en première ligne sur le chemin des invasions venues du Nord ; ensuite, il se trouve dans la zone disputée entre les Serbes, les Magyars et les Byzantins,, et on ignore lesquels ont, les premiers, commencé à relever les fortifications et à bâtir l’actuelle forteresse, ainsi que le nombre de ses tours à l’origine. Tout ce que l’on sait par les fouilles archéologiques, c’est que les fondations d’une chapelle orthodoxe serbe ont servi de base à une tour : les inscriptions indiquent qu’elle pourrait avoir été édifiée à l’initiative d’un joupan local. Les dates de la construction demeurent également incertaines, bien qu’il soit généralement admis que l’actuelle forteresse date l’essentiel du début du XIVe siècle,,.
La première mention écrite de Golubac remonte à 1335, alors que le château était occupé par une garnison hongroise et était un poste militaire important du banat de Kičevo : les banats étaient des marches serbes ou croates, vassales du royaume de Hongrie sur ses frontières méridionales, mais à plusieurs reprises celles de l’Est, dont Kičevo (en magyar Kucsó), réintégrèrent la Serbie médiévale, plus exactement la voïvodine de Braničevo. Ainsi, entre 1345 et 1355, le tsar serbe Étienne Douchan effectua une tournée à Golubac qui faisait alors partie de la Serbie, et dont il avait confié le commandement au châtelain orthodoxe Toma de Seceni (en hongrois Szécsény Tamás), également voïvode de Transylvanie et, à ce titre, vassal du roi de Hongrie, donc, diplomatiquement, le meilleur arrangement possible.
À la mort de Douchan, la maison de Rastislalić gagna en influence à Braničevo, jusqu’à prendre son indépendance en jouant sur la marge de manœuvre de cette marche-tampon. Selon les chroniques serbes, le knèze Lazare de Serbie aurait déposé le dernier joupan et ban Rastislalić (Radič Branković) en 1379, et fait donation des villages alentour à des monastères orthodoxes de Valachie, alors principale allée de la Serbie contre les Ottomans. Au moment de la bataille de Kosovo Polje en 1389, Golubac était une citadelle Serbe. On ignore à quelle date elle changea de mains, bien qu’une source situe l’événement après 1382. Après cette bataille, la forteresse tomba au pouvoir du sultan Bajazet Ier, et ce fut sa première conquête par l’Empire ottoman.
En 1391, Golubac changea deux fois de maître. Le palatin hongrois de Timişoara, Péter Perényi, s’en empara, mais peu après dut la rendre aux Turcs. Ensuite, elle revint au royaume de Hongrie puis, en 1403, à nouveau aux Serbes lorsque le roi Sigismond de Hongrie en fit un fief personnel du despote serbe Stefan Lazarević qui, pour résister aux Turcs, s’était reconnu vassal de la Couronne hongroise. En mai 1426, à Tata en Hongrie et en présence de Sigismond, ce dernier nomma Đurađ Branković successeur de Stefan Lazarević sous réserve que Golubac, Belgrade et la région le banat de Mačva reviennent à la Couronne hongroise à la mort de Stefan,,. À la mort de Stefan en 1427, Sigismond s’assura de l’application du pacte de Tata : Belgrade et le banat de Mačva changèrent de mains pacifiquement mais le commandant de Golubac, le voïvode Đeremiđa, réclama une compensation de 12 000 ducats pour la perte de sa charge. Sigismond refusa et Đeremiđa, dépité, fit alors allégeance aux Turcs,, : la forteresse devint la résidence d’un pacha.

### Les guerres ottomanes
Malgré l’allégeance de Đeremiđa, le sultan Mourad II dut lancer son armée sur la Serbie dont les autres joupans, voïvodes et bans serbes ne cessaient de se rapprocher de la Hongrie pour échapper à l’emprise ottomane. Un régiment turc parvint à Golubac et ravagea les localités serbes, valaques et hongroises du banat de Braničevo. En réaction, Đurađ partit lui-même pour Golubac, promettant l’amnistie à Đeremiđa et lui demandant de regagner la forteresse par tous les moyens. Mais le voïvode ne se soumit pas : il attaqua le despote alors qu’avec son escorte Đurađ tentait de monter à l’assaut des remparts. Ces complications dues à l’intransigeance de Sigismond menèrent en 1428 à la bataille de Golubac.

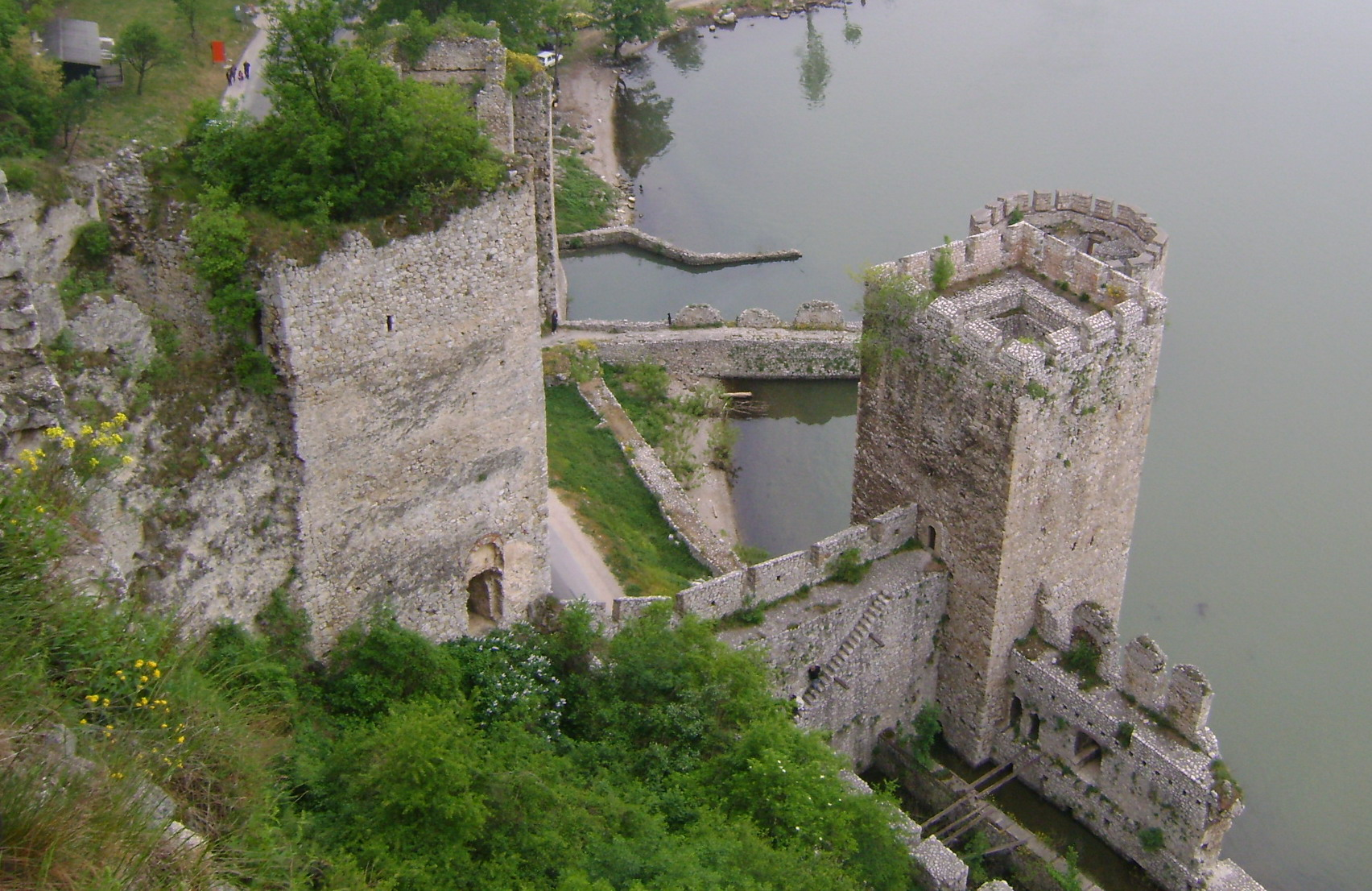
Panorama depuis la tour est.

Au mois d’avril 1428, Sigismond dut rassembler une armée de 25 000 fantassins, 6 000 archers valaques commandés par le voïvode Dan II, 200 artilleurs italiens, et de nombreux uhlans Polonais du côté sud du Danube, puis assiégea les Turcs dans Golubac. Il avait aussi armé une flottille hongro-valaque de bolozanes pour bombarder le fort depuis le fleuve, l’une des bolozanes étant commandée par Țițela (ou Cicelle) Răzguni (en hongrois Rozgonyi Cecília), épouse du joupan du comté de Timişoara Ștefan Răzguni (en hongrois Rozgonyi István. Mourad dépêcha une armée au secours des assiégés, et rallia la place à la fin du mois de mai. Sigismond, refusant une bataille rangée, prépara les termes d’un traité au début du mois de juin mais lorsqu’une partie de l’armée hongroise eut rejoint l’autre rive (sud) du fleuve, le général ottoman Sinan Bey attaqua l’arrière-garde, faisant le plus de prisonniers qu’il le pouvait (au nombre desquels le chevalier polonais Zawisza le Noir) pour en tirer rançon, et massacrant les survivants sans-grade. Sigismond, sur le point d’être encerclé avec le reste de son armée, ne dut son salut qu’à l’intervention de Cicelle Răzguni,,.
Dans les combats qui s’ensuivirent, Ștefan Răzguni trouva la mort, et la Serbie méridionale et orientale, y compris le monastère de Daljša voisin de Golubac, furent ravagés. Mais, pour avoir défendu la chrétienté contre les Turcs, Sigismond (souverain catholique) vit son image changer dans cette région orthodoxe : on ne l'appela plus l’« empereur païen », mais, comme on peut le lire dans les mémoires d’un moine de Daljša, « notre Empereur. »
L’Empire Ottoman conserva le contrôle de Golubac tout au long de son occupation du despotat de Serbie. Après des années de luttes, qui se conclurent par l’expulsion des Ottomans hors du despotat par l’armée hongroise, la Paix de Szeged rétablit le pouvoir des despotes serbes à la fin de l’été 1444. Après de longs pourparlers, le redécoupage du pays ratifia l’appartenance de la forteresse de Golubac au despotat serbe. Toutefois, les Turcs la reprirent à la mort de Đurađ Branković en 1456. En 1458, Mathias Corvin reprit la forteresse, mais dut la rendre à Mehmed II la même année.
La lutte entre Hongrois et Turcs reprit en 1481–1482. Au cours de l’automne 1481, alors que Golubac était ottomane, le joupan du comté de Timişoara, Paul le Cnèze (en roumain Pavel Cneazu, en hongrois Pál Kinizsi) mena une expédition contre les Turcs : le 2 novembre 1481, il porta son armée, forte de 32 000 hommes, vers le Danube en direction du sud, poussant jusqu'à Kruševac. À Golubac, il tua ou fit prisonniers un millier de cavaliers Turcs, coula 24 navires et fit décapiter aux portes de la ville le bey Alexandre Mikhailović (en turc İskender Mihaloğlu), pacha de Smederevo et général ottoman. Les Turcs durent abandonner la place mais le raid de Pavel Cneazu resta sans lendemain car les Turcs, s’ils avaient perdu beaucoup d’hommes et de navires, restèrent maîtres de la région : ils reprirent bientôt Golubac et en agrandirent les fortifications. De 1482 à 1688, Golubac resta ottomane et une mosquée fut construite à l’intérieur de la forteresse pour la garnison.
Golubac passa sous domination autrichienne à deux reprises, de 1688 à 1690 et de 1718 à 1739. Les rebelles serbes en prirent le contrôle au cours de la Krajina de Koča en 1788-1791, puis de nouveau en 1804–1813, pendant le premier soulèvement serbe. Puis la forteresse revint à l’Empire Ottoman jusqu’en 1867, date à laquelle elle fut remise, avec Kalemegdan et d’autres villes de Serbie, au knèze Michel III Obrenović.

### Période contemporaine

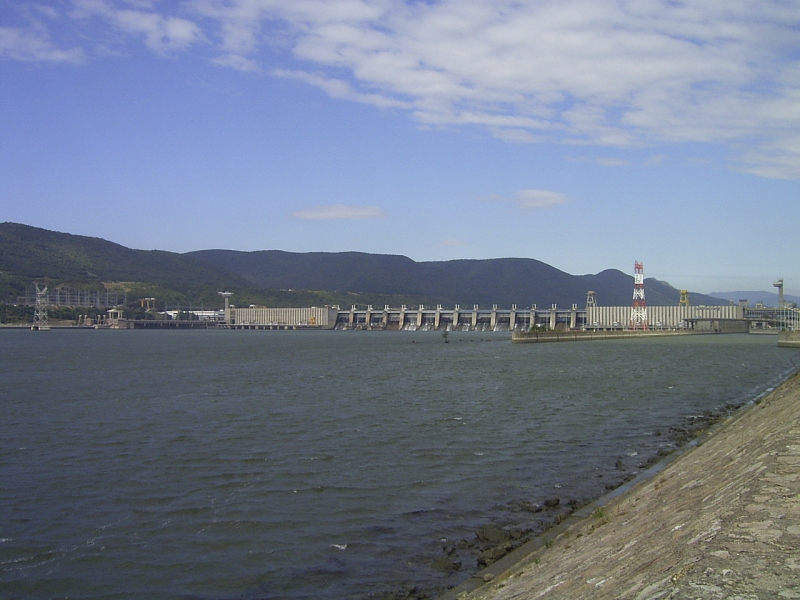
Le barrage hydroélectrique des Portes de Fer (1972).

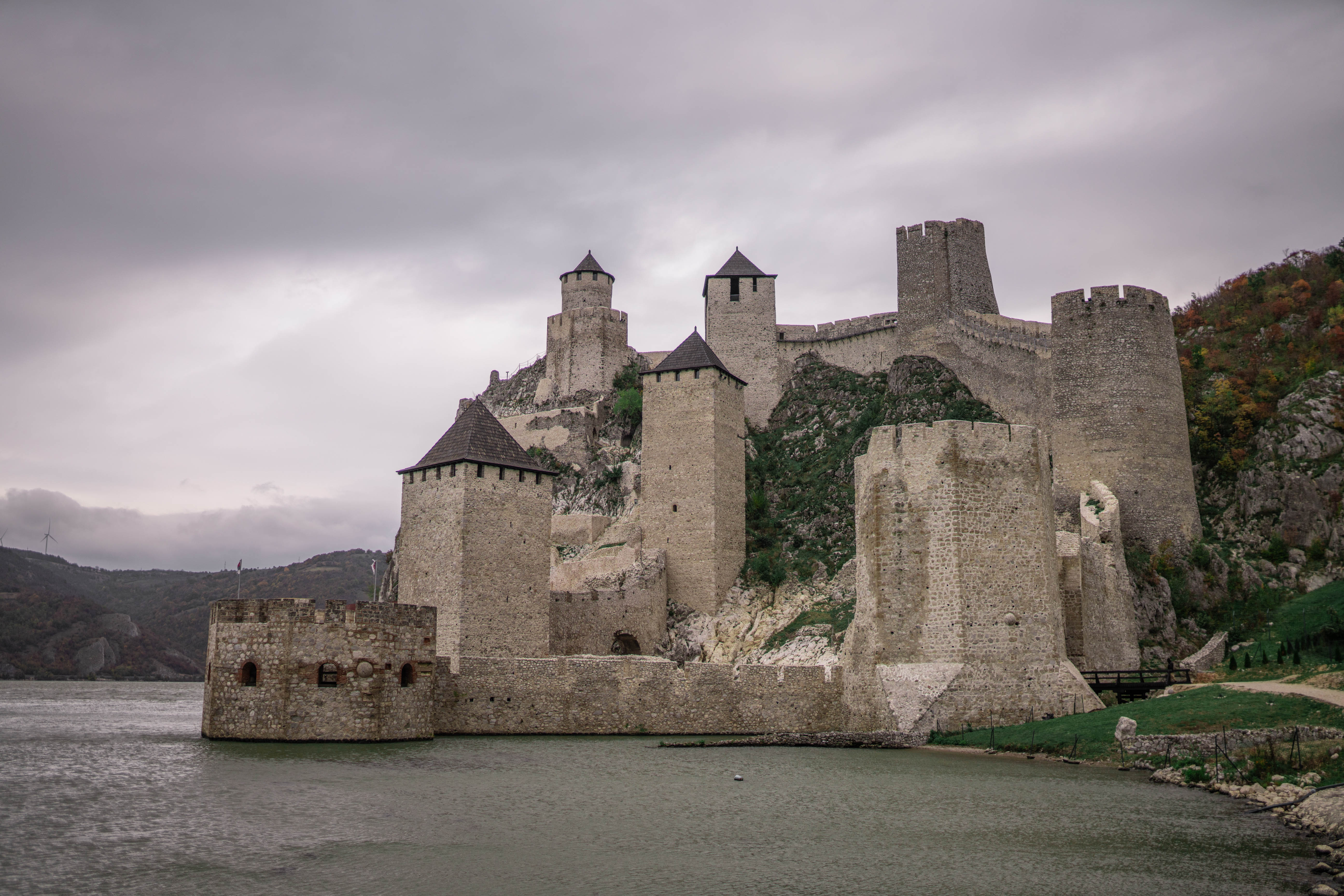
La forteresse de Golubac en 2020

De la fin du XIXe siècle au milieu du XXe siècle, des taons d’origine asiatique accidentellement introduits dans la région et appelés « mouches de Golubac » pullulaient dans la région. Particulièrement nocifs pour le bétail, ils décimèrent des troupeaux entiers de bovins et de buffles jusqu’à ce que le bétail finisse par développer des anticorps,,. À l’issue de la Première Guerre mondiale, on construisit une route qui passait par les deux portes fortifiées du ce château. Cette route emprunte l’itinéraire le plus court reliant la Serbie à la Bulgarie. De 1964 à 72, on a construit un barrage hydroélectrique dans les gorges des Portes de Fer, ce qui a notablement fait monter le niveau du fleuve : le pied des coteaux, la tour no 10 et une des portes sont à présent inondés.
En 2000, la végétation a envahi les ruines, rendant plusieurs endroits de la forteresse inaccessibles. Au printemps 2005, on a entrepris un projet de réhabilitation du site, mais la Serbie n’étant toujours pas admise dans l’Union européenne en raison des suites des guerres de division de la Yougoslavie, les fonds manquent. Les buissons ont été arrachés et certains monuments, comme la fontaine du fossé construite en hommage au chevalier Zawisza le Noir, ont été réparés. Les remparts, les tours et les marches en pierre sont alors en bon état, mais les planchers et escaliers en bois ont pourri, rendant les étages supérieurs inaccessibles. Golubac reste malgré tout une attraction touristique appréciée, à la fois parce qu’une route importante la traverse, et parce qu’elle est proche des Portes de Fer et de Lepenski Vir.
La forteresse a été restaurée entre 2014 et 2019.

## Architecture

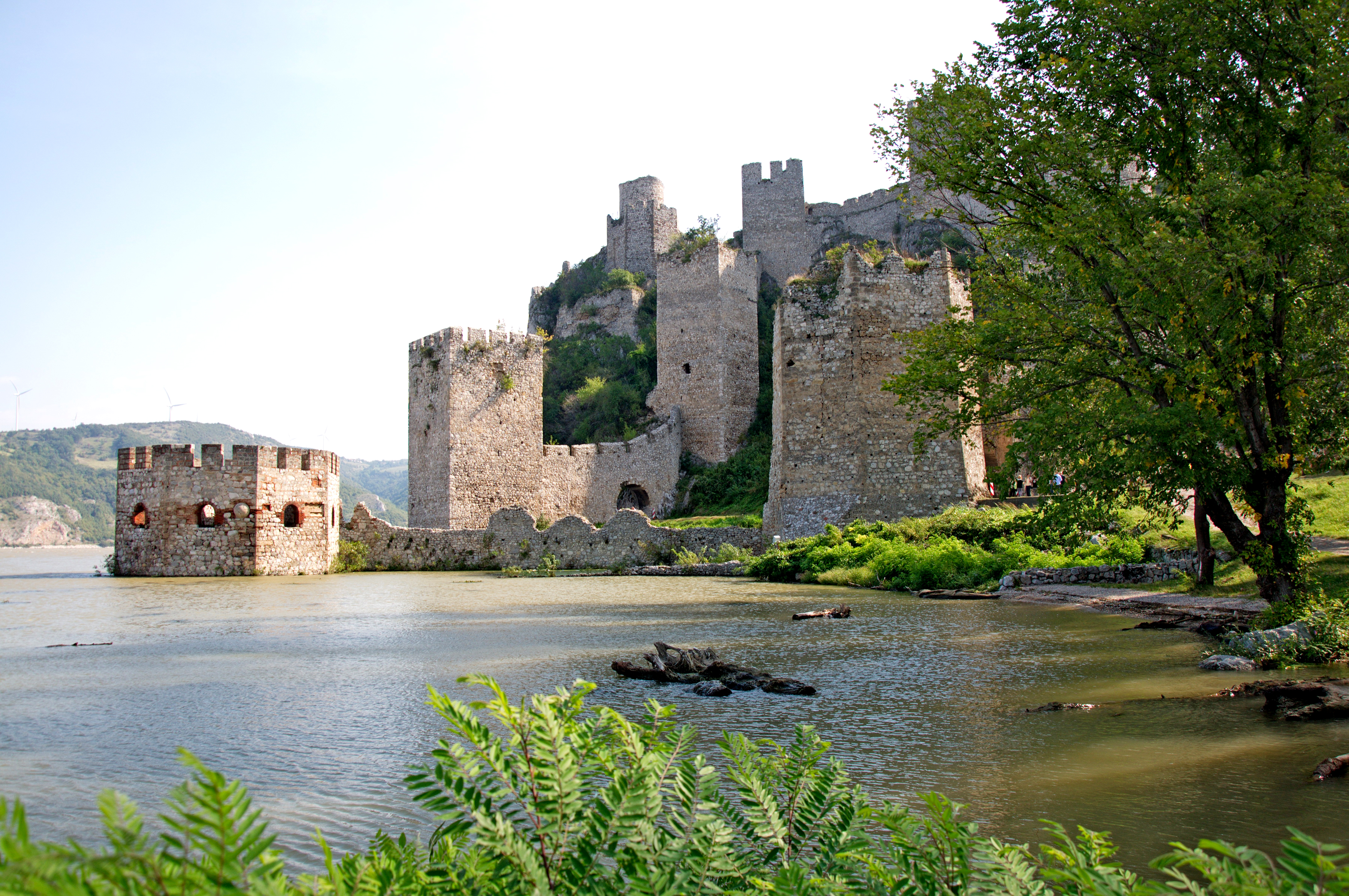
Forteresse de Golubac

Golubac comporte trois grandes enceintes défendues par dix tours et deux herses, solidaires des remparts par des refends épais de 2-3 m,. À l'entrée de la forteresse, la première muraille  (I) doublait la défense assurée par les fossés, alimentés par des éclusettes au Danube et certainement noyés en cas de siège. Il y avait un petit village hors les murs.
Comme c’est le cas pour de nombreuses fortifications, la structure de la citadelle de Golubac a évolué au fil des siècles. Les premières décennies, elle ne comporta que cinq tours. Par la suite, on lui en adjoignit quatre autres,. Les tours sont de section carrée, ce qui montre que cette forteresse a été construite à une époque où les combats se faisaient encore à l’arme blanche. Avec l’apparition des premières armes à feu, les Turcs fortifièrent les tours de l’ouest avec des batteries de canon et des renforts polygonaux ou cylindriques d’une épaisseur atteignant deux mètres. Après l’attaque des coalisés chrétiens en 1481, ils édifièrent la dernière tour, dotée de sabords de canon et galeries de tir.

### L'enceinte supérieure
L’enceinte supérieure (dite A) est la partie la plus ancienne de la forteresse. Elle comprend le donjon ou citadelle (tour no 1) et la chapelle orthodoxe serbe (tour no 4). Bien que ce point reste débattu, cette chapelle suggère que cette partie ancienne du fort a du être édifiée par un joupan serbe.
Par la suite, durant les périodes serbe ou hongroise, la forteresse fut agrandie de deux enceintes : l’enceinte postérieure et l’enceinte avancée.

### L'enceinte postérieure
L'enceinte postérieure (D) est séparée de l'enceinte supérieure par un rempart reliant les tours no 2 et 4, et un éperon rocheux haut de 3–4 m. Près de la tour no 5 se trouve un corps de logis (VII) qui servait probablement de caserne et de dépôt de munitions.

### L'enceinte avancée
L'enceinte avancée comprenait une section basse (C) et une section élevée (B) séparées par une muraille reliant les tours no 4 et no 7. L’entrée(II) se trouve dans la section basse, défendue par les tours no 8 et 9. La tour no 8 est munie d'un affût de canon. Face à la grande porte, une seconde herse donne accès à l'enceinte postérieure. L'allée est bordée d'une tranchée large de 0,50 m et profonde de 0,75 m qui s'est comblée en une noue à la pente à peine marquée. À l'extrémité de la partie basse, la tour no 10, connectée à la 9e tour par une muraille basse, a été édifiée par les Turcs pour y placer une batterie rasante. Elle contrôlait le passage le long du Danube et gardait l’accès à un petit quai, situé probablement entre les tours no 5 et 10. Des ruines montrent des passages vers la tour no 8, mais la cour ne semble pas avoir abrité de corps de logis.
Le mur qui séparait les cours haute et basse était percé d'une porte menant vers la cour haute. Cette cour haute était franche de toute construction, mais on voit les vestiges d'un escalier qui donnait accès à la porte IV, qui se trouve à 2 m au-dessus du sol, à droite de la tour no 3.

### Les tours
Les neuf premières tours font 20–25 m de hauteur,. Il y a au total dix tours, dont les planchers et les escaliers intérieurs étaient de bois, cependant que les escaliers extérieurs sont en pierre. La moitié des tours (1, 2, 4, 5, 10) sont carrées et sont entièrement en maçonnerie, alors que l'autre moitié (3, 6, 7, 8, 9) ont perdu leur ossature du côté intérieur du fort.

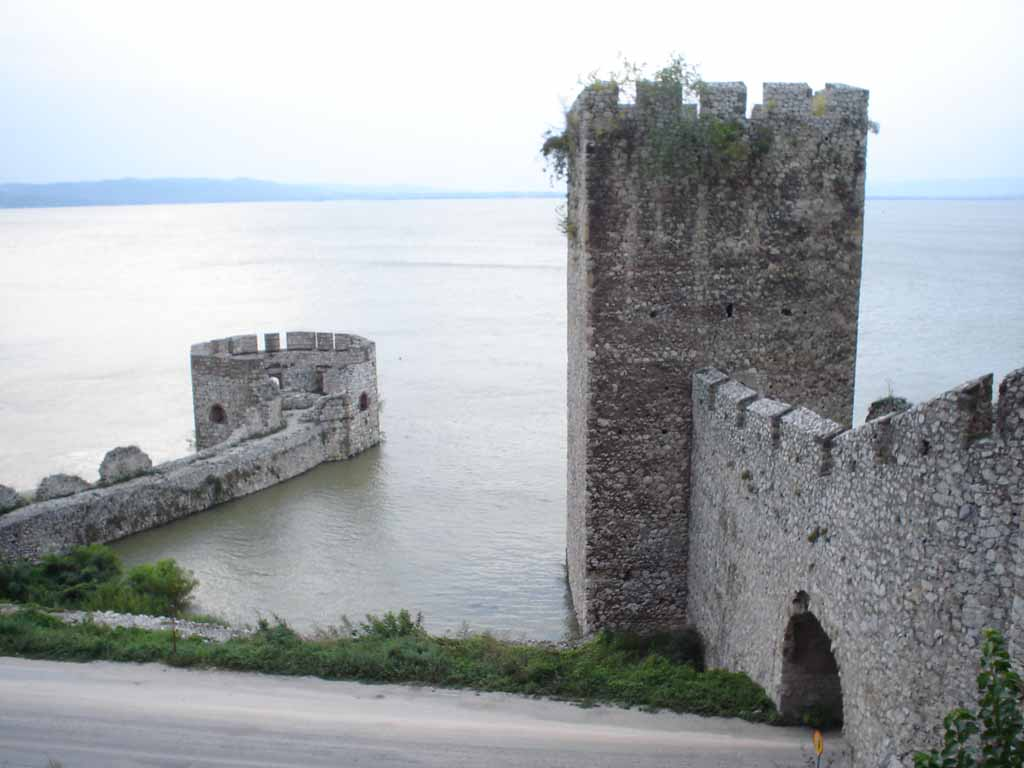
La porte de secours et la tour 5 à droite, avec la tour 10 à gauche.

La tour no 1, surnommée « Tour-chapeau » (Šešir-kula), est l'une des plus anciennes ; elle double la citadelle et son  donjon. Sa base octogonale se hausse d'une enceinte cylindrique, mais l'intérieur de la tour est carré. La tour no 2, voisine par l'ouest, est elle entièrement de forme circulaire. La troisième tour possède une embase carrée, avec un parement ouvert face au donjon au nord. À sa partie supérieure se trouve une terrasse d'où l'on domine tout le Danube et l'entrée du défilé des Portes de Fer. En bas du promontoire, à côté de la tour no 3, se trouve la tour no 4, dont l'embase, également carrée, donne un accès direct à une chapelle orthodoxe dont les murs sont solidaires de la maçonnerie de la fortification : chapelle et tour ont donc été construites en même temps. La dernière tour le long de ce rempart, la tour no 5, est la seule à avoir entièrement conservé sa géométrie carrée d'origine.
La plus haute tour de l'enceinte avancée, la tour no 6, possède une base carrée qu'on a renforcée d'une fondation hexagonale. Tournée vers l'ouest, la base carrée de la tour no 7 a, elle, été renforcée d'une fondation circulaire. La tour no 8, surplombant la porte principale, présente une base irrégulière, vaguement rectangulaire. C'est la plus basse des neuf premières tours. Défendant l'autre aile, la tour no 9 possède une base carrée qu'on a renforcée d'une fondation octogonale.
La dernière tour est la tour d'artillerie. Elle ne comporte qu'un étage, et est la plus basse de toutes. Elle a été édifiée sur une base octogonale avec des appuis de canon tournés vers le Danube. La tour no 10 est presque identique aux trois tours d’artillerie rapportées sur la forteresse de Smederevo.

## Place dans l'histoire des Balkans
Dans l'histoire des Balkans, la forteresse de Golubac était l'ultime avant-poste des puissances régnant à Constantinople (Empire byzantin orthodoxe, puis Empire ottoman musulman) face à celles régnant en Europe centrale (Hongrie puis empire d'Autriche catholiques). L’importance de cette forteresse se reflète surtout dans le fait qu'elle a été un enjeu durement disputé entre Sigismond et Mourad II. Elle a été classée « Monuments culturels d'importance exceptionnelle » en 1979, et elle est entretenue par la Serbie.